# Alberto Otárola
Alberto Otárola, né le 12 février 1967 à Huaraz, est un avocat et homme d'État péruvien.
Il est ministre de la Défense sous la présidence d'Ollanta Humala entre 2011 et 2012 et à nouveau dans le premier gouvernement de la présidente Dina Boluarte entre le 10 et le 21 décembre 2022.
Il est président du Conseil des ministres au sein du second gouvernement de Dina Boluarte entre le 21 décembre 2022 et le 6 mars 2024. Le 5 mars 2024, mis en cause dans une affaire de trafic d'influence, Alberto Otárola annonce sa démission.

## Biographie

### Études
Fils du professeur Saturnino Otárola Cáceres et du professeur Olga Peñaranda Mazzini, qui est une descendante du révolutionnaire italien Giuseppe Mazzini. Il est diplômé en tant qu'avocat de l'université de San Martín de Porres (en) à Lima en 1991 avec la thèse intitulée « Le droit international des droits de l'homme et son insertion dans le système constitutionnel péruvien ».
Alberto Otárola est également diplômé d'une maîtrise en sciences politiques et du gouvernement, avec une mention en politique publique et gestion publique de l'université pontificale catholique du Pérou, ainsi que participant aux cours de spécialisation interdisciplinaire sur les droits de l'homme de l'Institut interaméricain des droits de l'homme du Costa Rica.

### Carrière professionnelle

#### Enseignant et avocat
Alberto Otárola a été conseiller de la Commission spéciale pour l'étude de la violence politique, et directeur législatif du Sénat de la République du Pérou (1988-1992). 3 De même, il a été nommé agent de l'État à la Cour interaméricaine des droits de l'homme, sous le gouvernement de Valentin Paniagua en 2001.
Il a travaillé comme professeur en droit constitutionnel, droit du travail et sciences politiques, résolution de conflits et droits fondamentaux à l'université de Lima, au Collège supérieur de guerre de la marine péruvienne, à l'Académie de la Magistrature du Pérou et professeur de l'ESAN.
Il est associé fondateur et avocat principal chez Estudio Otárola & Priale Abogados SCRL.

### Conseiller et vice-ministre
Pendant le gouvernement du président Alejandro Toledo, Alberto Otárola est conseiller auprès du ministère de la Défense et de la haute direction du ministère, pour la restructuration du ministère et de réforme des forces armées, entre janvier 2002 et avril 2003. Il est ensuite nommé vice-ministre des Affaires économiques et administratives auprès du ministre de la Défense, entre mai 2003 et juin 2004.
Alberto Otárola est candidat au Congrès de la République avec le parti de centre gauche et social-démocrate Fuerza Social (es) aux élections générales de 2011, mais il n'est pas élu. En août de la même année, il est nommé vice-ministre de l'Ordre intérieur du ministère de l'Intérieur.

### Ministre de la Défense

#### Sous la présidence d'Ollanta Humala
Le 10 décembre 2011, lors du premier remaniement de la présidence d'Ollanta Humala, Alberto Otárola est nommé ministre de la Défense.
Lors de son mandat en tant que ministre, Alberto Otárola est confronté à un groupe terroriste, lié à un trafic de drogue, dans la localité de Vizcatán (es).
Le 9 avril 2012, un groupe de terroristes a enlevé 36 travailleurs de la TGP (Transportadora de Gas del Perú) dans la ville de Kepashiato (es). En réponse, le gouvernement a lancé « l'opération Libertad », qui a déployé des forces militaires et policières dans la région. Selon la version officielle, les otages ont été libérés sous la pression des forces armées (le 14 avril). L'opération a cependant laissé un bilan de huit soldats morts et plusieurs blessés. Ensuite, il y a eu des rumeurs selon lesquelles il s'agissait d'une « opération impeccable », mais ce récit a rapidement été écarté par l'opinion publique, celle-ci s'indignant que trois policiers ont été abandonnés à leur sort dans la jungle après être descendus de l'hélicoptère qui les transportait, au moment où ils ont été attaqués par des terroristes (le 12 avril). L'un d'eux, Lander Tamani, a été tué au combat. Les deux autres ont été déclarés disparus.
Dix-sept jours plus tard, l'un d'eux, Luis Astuquillca, est apparu vivant, atteignant la ville de Kiteni par ses propres moyens, malgré sa blessure à la jambe ; tandis que l'autre, César Vilca, a été retrouvé mort par son père, après être entré seul dans la région, ne comptant que sur le soutien des habitants. Malgré cela, le ministère de l'Intérieur a publié une déclaration faisant état de l'apparition du corps de Vilca grâce à une recherche intense par la police.
À la suite de cette affaire, l'opinion publique a réagi négativement et a interprété que les policiers avaient été abandonnés à leur sort par les autorités, et pour cette raison, ils ont exigé la démission du ministre de l'Intérieur Daniel Lozada et le ministre de la Défense Alberto Otárola.
Le 3 mai 2012, la motion de censure contre Lozada et Otárola pour « incapacité, manque de leadership et de stratégie » est présentée en séance plénière du Congrès. Le 10 mai, les deux ministres ont présenté leur démission au président, afin d'éviter la censure au Congrès.
Candidat à l'élection présidentielle de 2021 au poste de deuxième vice-président d'Humala, le ticket arrive en treizième position du premier tour, avec 1,60 % des suffrages exprimés.

#### Sous la présidence de Dina Boluarte
Le 10 décembre 2022, c'est-à-dire jour pour jour neuf ans après sa précédente nomination, Alberto Otárola est à nouveau nommé ministre de la Défense dans le gouvernement technique et d'union nationale de la présidente Dina Boluarte. Il était pressenti un temps pour être président du Conseil des ministres. Avant d'être nommé, il était avocat de la présidente Boluarte.
Le 14 décembre, il décrète l'état d'urgence, permettant notamment le déploiement de l'armée face aux manifestants, pour 30 jours. Au lendemain de cette proclamation, la ville d’Ayacucho, dans le Sud, est le théâtre d’une violente répression qui entraîne la mort par balles de huit personnes, s’ajoutant aux sept tuées quelques jours plus tôt dans la région d’Apurimac, également dans le Sud. À partir du 16 décembre, un couvre-feu est décrété dans quinze provinces du pays. Au 17 décembre, au moins vingt personnes ont été tuées, dont une majorité tuées par balle, victimes de la répression policière et militaire, depuis le début des manifestations.

### Président du Conseil des ministres
Le 21 décembre, il est nommé président du Conseil des ministres.
Il poursuit une dure répression contre les manifestations, les décrivant comme un « contrecoup du coup d’État » et affirmant qu'elles sont « guidées par des intérêts de puissances étrangères et financées par l’argent du narcotrafic ». En janvier, la procureure de l’État Patricia Benavides annonce l’ouverture d’une enquête préliminaire contre Dina Boluarte, Alberto Otárola et d’autres ministres, pour des faits de « génocide, homicide qualifié et blessures graves, commis pendant les manifestations des mois de décembre 2022 et janvier 2023 dans les régions d’Apurimac, La Libertad, Punon, Junin, Arequipa et Ayacucho ». Le terme « génocide » désigne au Pérou un massacre.
Le 5 mars 2024, Alberto Otárola annonce sa démission, soupçonné de trafic d'influence après la révélation d'enregistrements audios dans la presse. Alberto Otárola nie toute corruption et dénonce un « complot » fomenté à son encontre par l'ancien président Martín Vizcarra.